# Ana Pomares Martínez

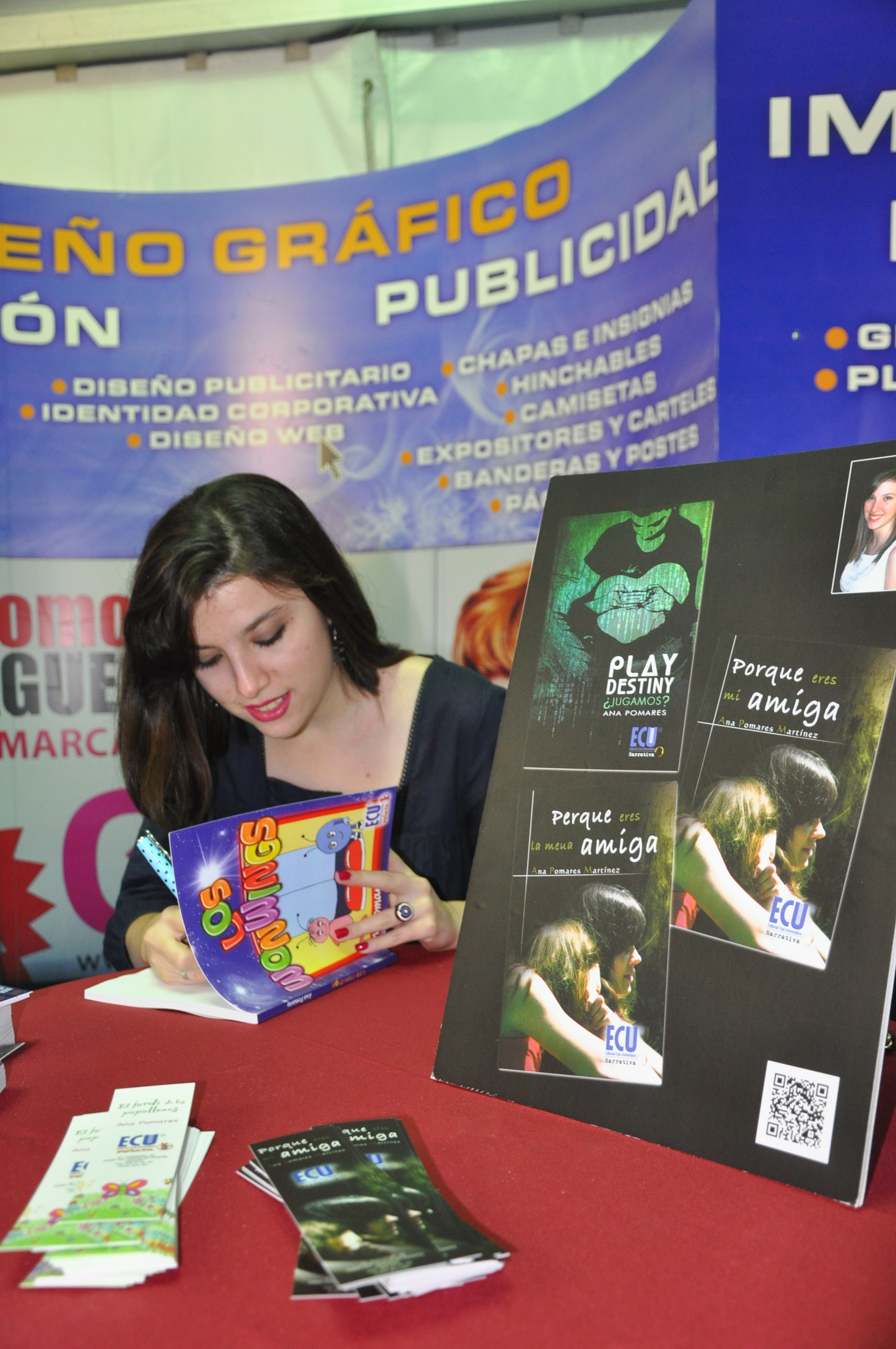
Ana Pomares.

Ana Pomares Martínez (Alicante, 1991) es una escritora española. Es ganadora del Premio «Contarella» del ayuntamiento de Alicante (España, 2002), cinco veces del Premio del Concurso Literario Provincial Grupo Leo-Editorial Aguaclara (España, 2003 al 2007) y el primer accésit en el Concurso Nacional de Poesía Gloria Fuertes (España, 2003).

## Biografía
Con trece años publicó su primer libro, convirtiéndose en la escritora más joven en España editora de un libro, con contrato editorial. Sus primeros libros fueron El jardín de las mariposas y Nube de palabras, lluvia de cuentos, dos libros de cuentos y poemas infantiles. A estas primeras publicaciones le han seguido las novelas infantiles y juveniles.
Dos de sus obras han sido representadas en teatro: Prohibit caçar papallones, que forma parte de la obra en idioma valenciano Tres històries sobre la vida, representada en la Muestra Nacional de Teatro de Autores Contemporáneos (Alicante, 2003) y El espíritu de la fiesta (Alicante, 2004).
A los 16 años, publicó el libro Porque eres mi amiga, trata dos temas de actualidad como son la inmigración y la anorexia. Fue utilizado como referencia en el doctorado La anorexia en la narrativa española 1994-2008 de la profesora estadounidense Beth Butler.
Es licenciada en filología Hispánica.

## Libros publicados
- "El jardín de las mariposas".
- "Nube de palabras, lluvia de cuentos".
- "Los wonwings".
- "Porque eres mi amiga".
- "Play Destiny, ¿jugamos?".
- "Bichos sin Fronteras".
- "Generación Alada".
- "Les serps en acció"·